# Zaviralci vstopa
Zaviralci vstopa, zaviralci zlitja ali inhibitorji fuzije so skupina protiretrovirusnih zdravil, ki se v kombinaciji z drugimi učinkovinami uporabljajo pri zdravljenju okužbe z virusom HIV. Delujejo na vezavo virusa HIV na človeško celico ter na njuno zlitje in posledični vstop virusa v celico. Z zavrtjem te stopnje virusovega ciklusa razmnoževanja upočasnijo napredovanje okužbe do pojava aidsa.

## Vstop virusa v celico

### Sodelujoče beljakovine
Pri vstopu virusa v gostiteljevo celico sodeluje več ključnih beljakovin:
- CD4 – beljakovinski receptor, ki se nahaja na površini celic pomagalk (celic T CD4)
- gp120 – beljakovina na površini virusa HIV, ki se veže na receptor CD4
- CCR5 – t. i. kemokinski koreceptor, ki se nahaja na površini celic pomagalk in makrofagov
- CXCR4 – druga vrsta kemokinskega koreceptorja, ki se nahaja na površini celic pomagalk
- gp41 – beljakovina virusa HIV, ki je vezana na gp120 in omogoči prodiranje (penetracijo) skozi celično membrano

### Vezava, zlitje in vstop v celico
Virus HIV vstopa v celico s pomočjo več korakov v naslednjem zapovrstju:
1. Vezava virusne plaščne beljakovine gp120 na celični receptor CD4
2. Konformacijska sprememba beljakovine gp120, ki povzroči večjo afiniteto do koreceptorja ter hkrati izpostavi beljakovino gp41
3. Vezava gp41 na koreceptor (CCR5 ali CXCR4)
4. Prodiranje beljakovine gp41 skozi celično membrano, s čimer se membrani virusa HIV in gostiteljeve celice dovolj približata za zlitje
5. Vstop virusne sredice v gostiteljevo celico

Zaviralci vstopa delujejo na katero od opisanih stopenj.

## Zdravila na trgu
- Maravirok (Celsentri) se veže na koreceptor CCR5 in prepreči njegovo vezavo  z beljakovino gp120; zatorej spada med zaviralce kemokinskih receptorjev oziroma zaviralce CCR5.[2]
- Enfuvirtid (Fuzeon) se veže na gp41 in prepreči približevanje virusne in celične membrane; spada med zaviralce zlitja.